# Jakiv Zjeleznjak
Jakiv Illitj Zjeleznjak (ukrainska: Яків Ілліч Железняк), född 10 april 1941 i Odessa, är en före detta sovjetisk sportskytt.
Han blev olympisk guldmedaljör i skytte vid sommarspelen 1972 i München.